# 坂井志満
坂井 志満（さかい しま、8月5日 - ）は、日本の女性声優、ナレーター。元TBSラジオ交通キャスター。元信越放送アナウンサー。長野県出身。過去には青二プロダクションに所属していた。

## 経歴・人物
1981年からTBSラジオの交通キャスターとして警視庁を担当していたが、2004年に引退している。

## 出演作品

### テレビアニメ
1973年
- 科学忍者隊ガッチャマン（女セコンド）

1976年
- ほかほか家族（山野幸子〈初代〉）

1979年
- 銀河鉄道999（お母ちゃん）
- 日本名作童話シリーズ 赤い鳥のこころ
- 花の子ルンルン

1980年
- がんばれ元気（田沼愛子）
- ニルスのふしぎな旅（1980年 - 1981年、クマ、長男）
- 魔法少女ララベル

1982年
- おちゃめ神物語コロコロポロン（妖精）

1983年
- 愛してナイト（園長）

1984年
- 宗谷物語（芸妓）

### 劇場アニメ
1983年
- まんがイソップ物語

### 吹き替え
- 刑事コロンボ（ドライブスルーのウェイトレス）
- ショーン・コネリー/盗聴作戦
- ザ・ヤクザ

### 朗読
- おはなしとびだせ!世界名作童話集　全60話（コロムビアレコード）
  - 『世界名作童話集2』「第3話 くらげのおつかい〈日本民話〉」
  - 『世界名作童話集8』「第5話 赤い靴〈アンデルセン〉」

### ラジオ番組
- 大沢悠里のゆうゆうワイド - 警視庁交通管制センター担当〈2004年9月29日まで〉

### バラエティ・情報番組
- あなたにオンタイム - 警視庁交通管制センター担当
- SBCスペシャル なんだ？なんだ!なんだ!!信濃の国
- 無言館・レクイエムから明日へ

### その他
- 犯罪被害者週間全国大会2006 ～いのち・きぼう・未来～ - 総合司会
- JCC創立10周年記念パーティー（2007年3月25日、ホテルグランマハカム）【第二部】日イ（日本とインドネシア）文化鑑賞会・ラッキーナンバープレゼント - 紙芝居の朗読
- 朗読集団「凜」第一回公演 川端康成「掌の小説」（2012年1月25日、東京都 中目黒GTプラザホール） - 進行